# Klakar
Klakar – wieś w Chorwacji, w żupanii brodzko-posawskiej, siedziba gminy Klakar. W 2011 roku liczyła 272 mieszkańców.